# Aleksandr Filimonov
Aleksandr Filimonov, född 15 oktober 1973 i Josjkar-Ola, är en rysk före detta fotbollsmålvakt som numera spelar strandfotboll för Lokomotiv Moskva och det ryska landslaget. 
Den 9 oktober 1999 i den sista kvalmatchen till EM 2000 mot Ukraina, gjorde han en tabbe genom att tappa in Andrij Sjevtjenkos mål i 88:e minuten, vilket ledde att det blev 1–1. Detta betydde att Ryssland missade EM 2000. Han var med i Rysslands trupp till VM 2002, men spelade inga matcher. Han spelade för Ryssland mellan 1998 och 2002.
Filimonov deltog i världsmästerskapet i strandfotboll 2011 i Italien, där han blev världsmästare med Ryssland.

## Klubbar
- 1990–1990 Stal Tjeboksary (2 matcher)
- 1991–1991 Druzjba Josjkar-Ola (38 matcher och 1 mål)
- 1992–1993 Fakel Voronezj (67 matcher)
- 1994–1995 Tekstiltjsjik Kamysjin (53 matcher)
- 1996–2001 FC Spartak Moskva (147 matcher)
- 2001–2001 Dynamo Kiev (4 matcher)
- 2002–2003 Uralan Elista (39 matcher)
- 2004–2006 FK Moskva (23 matcher)
- 2007–2008 Nea Salamis FC (? matcher)
- 2008 FC Kuban Krasnodar
- 2009 Lokomotiv Tasjkent